# Gremsheim
Gremsheim est un quartier de la commune allemande de Bad Gandersheim, dans l'arrondissement de Northeim, Land de Basse-Saxe.

## Géographie

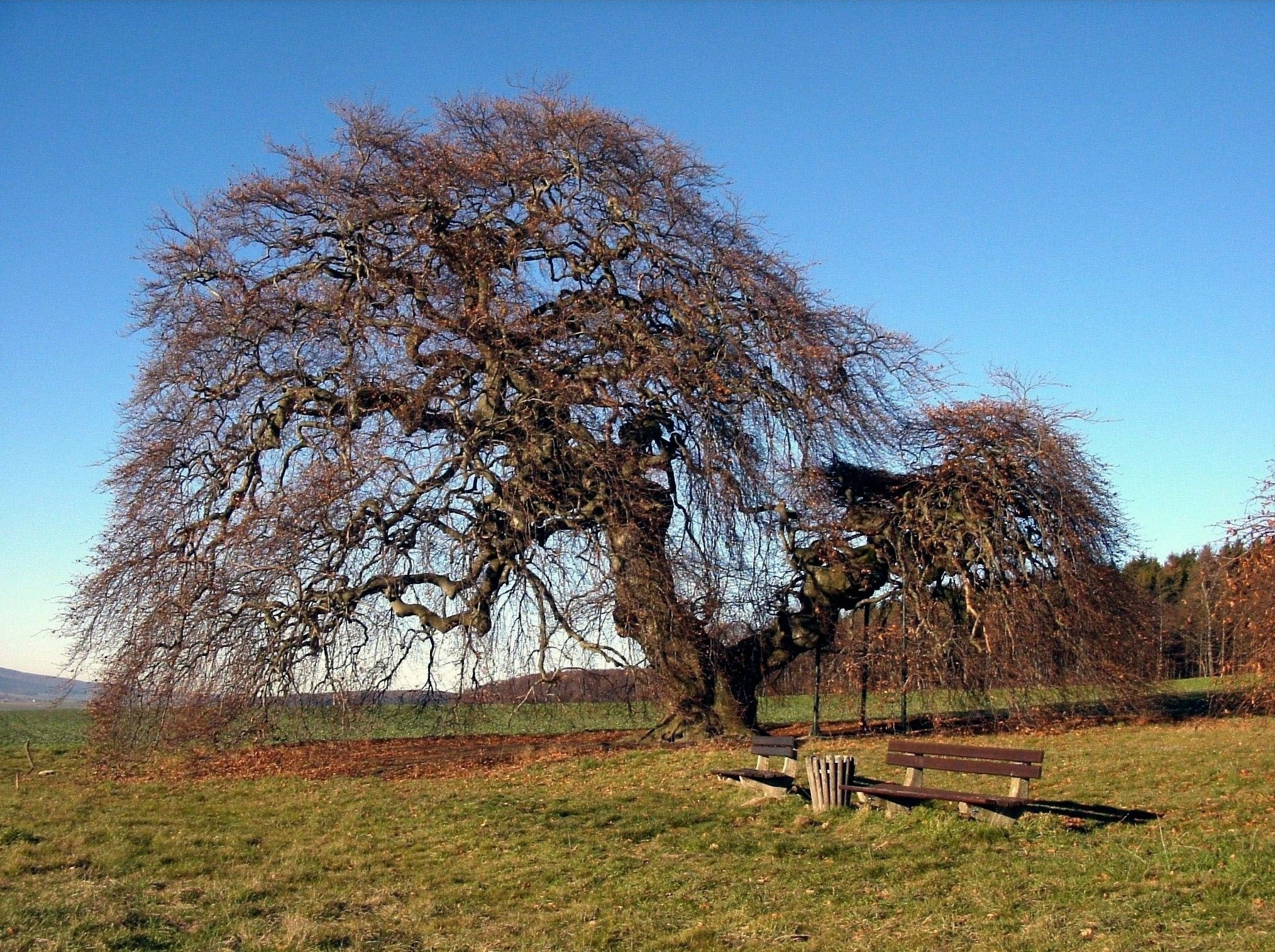
Le hêtre tortillard de Gremsheim, en 2003.

Gremsheim se situe à 6 km du centre-ville de Bad Gandersheim, au pied de l'Heber.
Arbre remarquable
Le Kopfbuche de Gremsheim est le plus grand hêtre tortillard vivant. La hauteur de l'arbre est de 14 m, le diamètre de la couronne est de 24 m et la circonférence du tronc de six mètres.

## Histoire
Gremsheim est mentionné pour la première fois en 1007.
Gremsheim fusionne avec la ville de Bad Gandersheim en mars 1974.

## Source, notes et références
- (de) Cet article est partiellement ou en totalité issu de l’article de Wikipédia en allemand intitulé « Gremsheim » (voir la liste des auteurs).